# Peter Weiss
Peter Weiss, slovenski jezikoslovec, dialektolog, * 6. marec 1959, Celje.

## Življenje
Na Filozofski fakulteti Univerze v Ljubljani na Oddelku za slovanske jezike in književnosti je študiral slovenski jezik s književnostjo in diplomiral leta 1983. Med letoma 1984 in 1986 je bil gostujoči lektor slovenskega jezika na Univerzi Karla Marxa v Leipzigu in na Humboldtovi univerzi v Berlinu. Leta 1987 se je zaposlil na Inštitutu za slovenski jezik Frana Ramovša ZRC SAZU, od leta 1999 naprej deluje v dialektološki sekciji inštituta.
Magistriral je leta 1990 z nalogo Govori Zadrečke doline med Gornjim Gradom in Nazarjami: glasoslovje, oblikoslovje in skladnja pod mentorstvom Zinke Zorko ter somentorstvom Tineta Logarja, Martine Orožen in Brede Pogorelec. Doktoriral je leta 1994 z disertacijo Teorija in praksa slovenskega narečnega slovaropisja: primer govorov Zadrečke doline med Gornjim Gradom in Nazarjami pod mentorstvom Zinke Zorko.
Ukvarja se s slovenskim (narečnim) slovaropisjem, še posebej z govori spodnje Zadrečke doline in zgornjesavinjskim narečjem, pa tudi s posameznimi pravopisnimi in zgodovinskimi vidiki slovenskega knjižnega jezika. V dialektološki sekciji skrbi za digitalizacijo inštitutskega narečnega gradiva. Sodeluje pri Slovenskem lingvističnem atlasu in dela za Slovanski lingvistični atlas. Zasnoval je vnašalni sistem ZRCola. Od leta 2009 ureja revijo Jezikoslovni zapiski. Sodeloval je tudi pri oddaji Slovenska narečja, ki jo je za RTV Slovenija pripravila urednica in voditeljica Neva Novljan. V oddaji, ki opisuje govore vzhodne narečne govore, je povedal kar nekaj značilnosti in zanimivosti o tamkajšnjih govorih.

## Delo
Avtor je leta 1986 napisal Ljubkosti , knjigo poezij, ki je izšla pod založbo Zveza kulturnih organizacij.
Kot magistrsko nalogo je napisal slovar Govor Zadrečke doline med Gornjim Gradom in Nazarjami: Glasoslovje, oblikoslovje in skladnja .
Leta 1994 je napisal doktorsko disertacijo z naslovom Teorija in praksa slovenskega narečnega slovaropisja: primer govorov Zadrečke doline med Gornjim Gradom in Nazarjami .
Članek Slovensko pravopisje in korpusi  je leta 2009 napisal v sklopu simpozija Obdobja 28. Opisuje, kako je slovensko korpusno jezikoslovje v zadnjih dveh desetletjih pri obravnavi pisane leksike in pregledu nad njo gradivsko res zelo napredovalo, vendar pa je ob tem ostal zelo zanemarjen pogled na slovenski pravopis. Zdajšnji korpusi izkazujejo nekatere pravopisne pojave glede na izvirnike v okrnjeni obliki (nenatančno povzeta ločila, zveze presledkov in ločil, simboli) in na ravni, ki je uporabnikom s trenutnimi računalniškimi iskalnimi orodji nedosegljiva (nizi ločil, simboli). 
Leta 2013 je razvil vnašalni sistem ZRCola, ki je vsem dialektologom olajšal delo. Sistem namreč omogoča vnos znakov, ki predstavljajo določene glasove v narečnih govorih. Tako ima vsako narečje za svoje glasovne pojave tudi grafemske znake, kar omogoča natančne zapise zvočnih posnetkov govorov. Program uporabljajo tudi študenti slovenistike na Filozofski fakulteti v Ljubljani pri dialektoloških predmetih, kjer snemajo svoje narečne govore in jih nato pretvarjajo v pisne oblike. 
V Savinjskih novicah je leta 2017 objavil članek z naslovom Nenavadna izgovorjava soglasnikov dobro ohranjena posebnost: kanadski jezikoslovci raziskovali narečje v spodnji Zadrečki dolini .
V sodelovanju z novicami Delo objavlja članke o slovenskih besedah, v katerih na zabaven način predstavi sodobno problematiko. Tako je na primer 20. oktobra 2019 objavil članek z naslovom Sova, v katerem je govoril o slovenski obveščevalno-varstveni agenciji in problemu nezavedanja ljudi o nevarnosti telefonov z vidika zasebnosti.

### Magistrsko delo
Leta 1990 je Peter Weiss kot magistrsko nalogo napisal delo z naslovom Govor Zadrečke doline med Gornjim Gradom in Nazarjami: Glasoslovje, oblikoslovje in skladnja. Delo je zasnovano kot slovar in obsega govore zgornjesavinjskega narečja. V uvodu avtor opiše poimenovanje doline, zemljepisne značilnosti in zgodovino samega območja. V nadaljevanju se delo razdeli na tri poglavja, ki zajemajo različna področja obravnave jezika. Prvo je fonološko področje, kjer opisuje glasoslovne pojave v govorih, drugo je oblikoslovje, kjer se osredotoči na vsako besedno vrsto posebej in opiše njene značilnosti, nazadnje pa se posveti še skladnji, kjer opiše skladenjske posebnosti. V svojem delu je Peter sodeloval z govorci iz šestih vasi in sicer iz vasi Bočna, Dobletina, Kokarje, Kraše, Lačja vas in Šmartno ob Dreti. Kot izhodišče je vzel sistem, ki ga govori srednja generacija govorcev. Slovar je enojezičen, narečno besedilo pa je prikazano z ustreznicami slovenskega knjižnega jezika. V slovarju ni lastnih imen, razen kadar se uporabljajo v stalnih besednih zvezah ali preneseno. V slovarju tudi ni novejših besed, ki še niso postale sestavine narečnega besedja. V tem slovarju je 3431 gesel in podgesel ter 533 kazalčnih gesel in gesel samo z dokumentarnim gradivom.

### Doktorska disertacija
Leta 1994 je Peter Weiss napisal svojo doktorsko disertacijo z naslovom Teorija in praksa slovenskega narečnega slovaropisja: primer govorov Zadrečke doline med Gornjim Gradom in Nazarjami. V delu so opisana teoretična izhodišča in praktični načini, kako naj bi se izdelovalo slovarje narečnih govorov. V prvem delu svoje disertacije se posveti temu, kaj narečno slovaropisje sploh je, kakšen je namen takih slovarjev, kako izbirati besede in gradivo, kako razporediti in zasnovati gesla in podatke. V drugem delu se loti konkretnega navajanja narečnih besed po vseh standardih sestave slovarjev. Najprej navede svoje informatorje ter kraje, iz katerih prihajajo, nato pa se osredotoči na izgled slovarja in tako razloži vse znake, okrajšave, kvalifikatorje ter druge dele gesel, ki so pomembni za razumevanje. Na strani 115 Weissove disertacije se začne sam slovar narečnih govorov območja Zadrečke doline med Gornjim Gradom in Nazarjami. Praktični del pa seveda ne zajema vseh črk abecede, temveč je naveden zgolj kot vzorec slovarja, tako da so gesla navedena zgolj do črke h. vzorec slovarja vsebuje 3327 gesel in podgesel ter 515 kazalčnih gesel. 

### Jezikoslovni zapiski
Jezikoslovni zapiski so glasilo Inštituta za slovenski jezik Frana Ramovša ZRC SAZU in slovenska znanstvena jezikoslovna revija. V njih domači in tuji raziskovalci slovenskega in drugih slovanskih jezikov objavljajo svoje izsledke ter ocene in poročila o najnovejših slovenskih in tujih jezikoslovnih delih. V reviji so objavljeni razprave, članki, gradivo, ocene in poročila o temah s področja leksikologije, slovaropisja, dialektologije, etimologije, frazeologije, glasoslovja, imenoslovja in terminologije. Revija izhaja od leta 1991, enkrat letno, leta 2001 pa je začela izhajati dvakrat na leto in tako je vse do danes. Uredniški odbor revije sestavljajo Hubert Bergmann, Metka Furlan, Alenka Jelovšek, ki je tehnična urednica, Mateja Jemec Tomazin, Karmen Kenda-Jež, Valerij M. Mokijenko, Alenka Šivic-Dular, Peter Weiss, ki je glavni urednik, in Andreja Žele.